# Iklin
Iklin – jedna z jednostek administracyjnych na Malcie. Mieszka tutaj 3 130 osób.

## Zabytki
- Kościół parafialny Świętej Rodziny w Iklin (Parish Church of the Holy Family)
- Kościół św. Michała w Iklin (Church of St. Michael)
- kaplica św. Michała Archanioła w Iklin

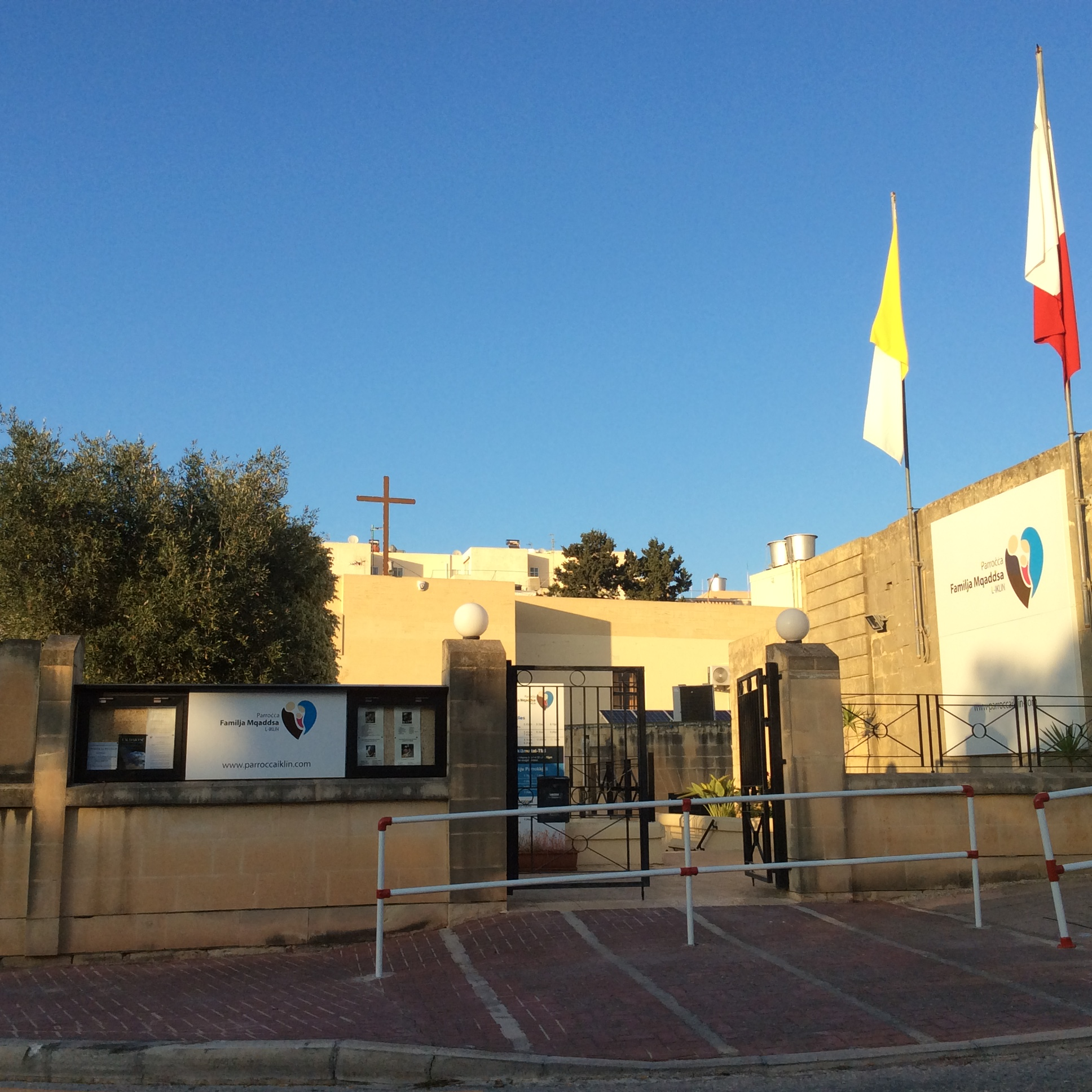
Kościół parafialny Świętej Rodziny
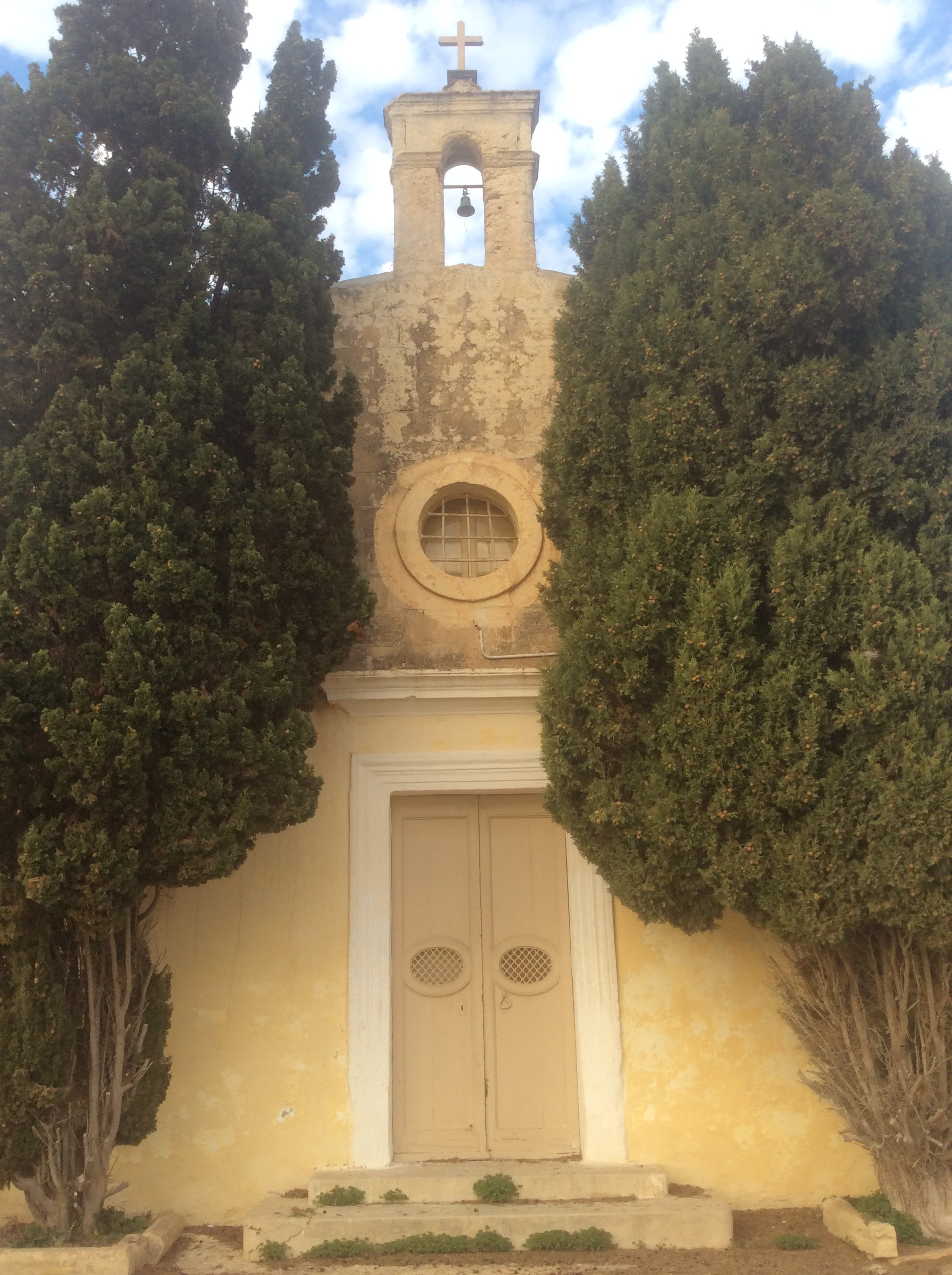
Kościół św. Michała